# Carex brachystachys
Carex brachystachys là một loài thực vật có hoa trong họ Cói. Loài này được Schrank mô tả khoa học đầu tiên năm 1785.

## Hình ảnh

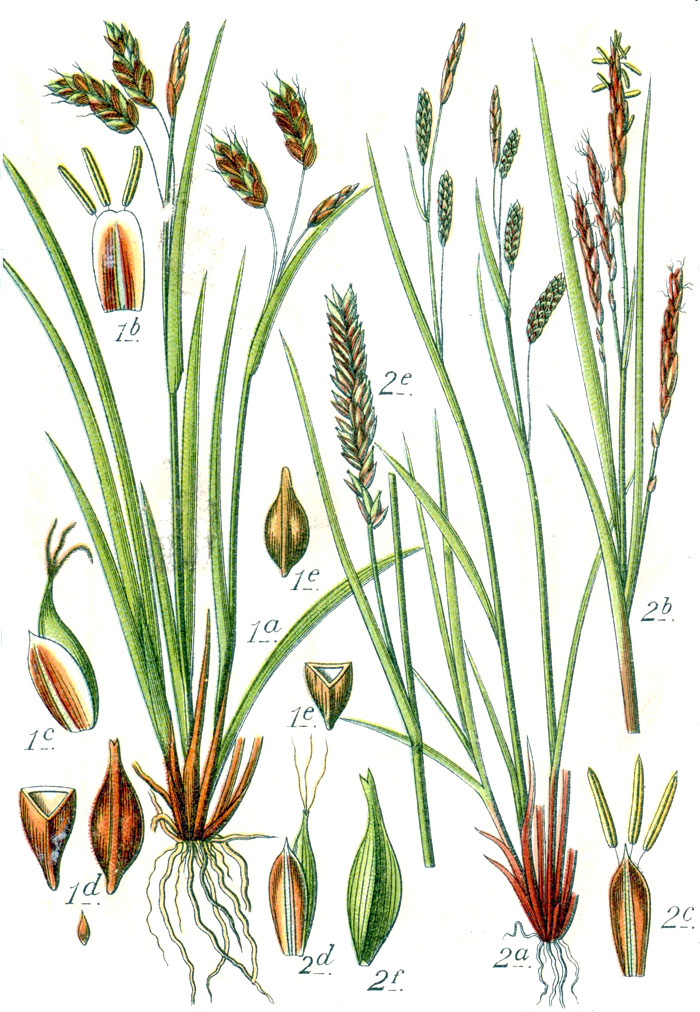
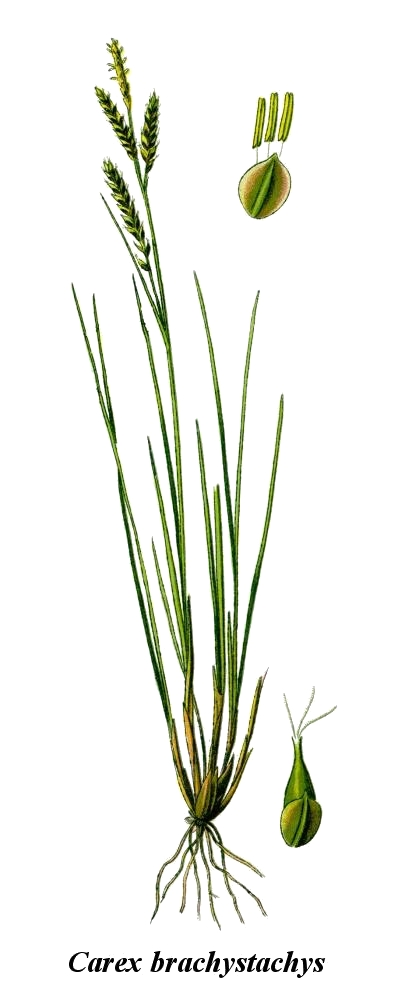